# Schwarzwaldalp

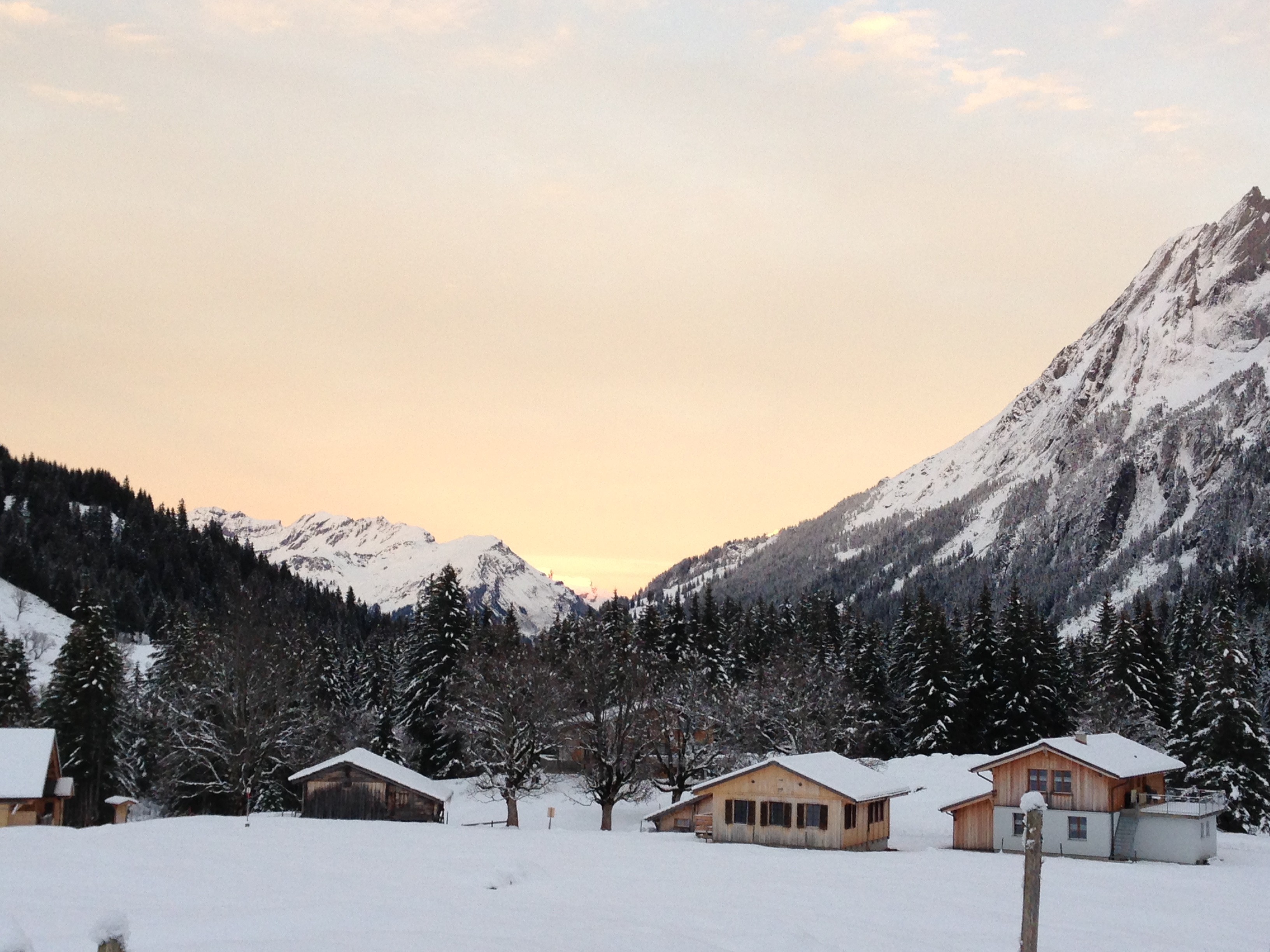
Schwarzwaldalp im Winter

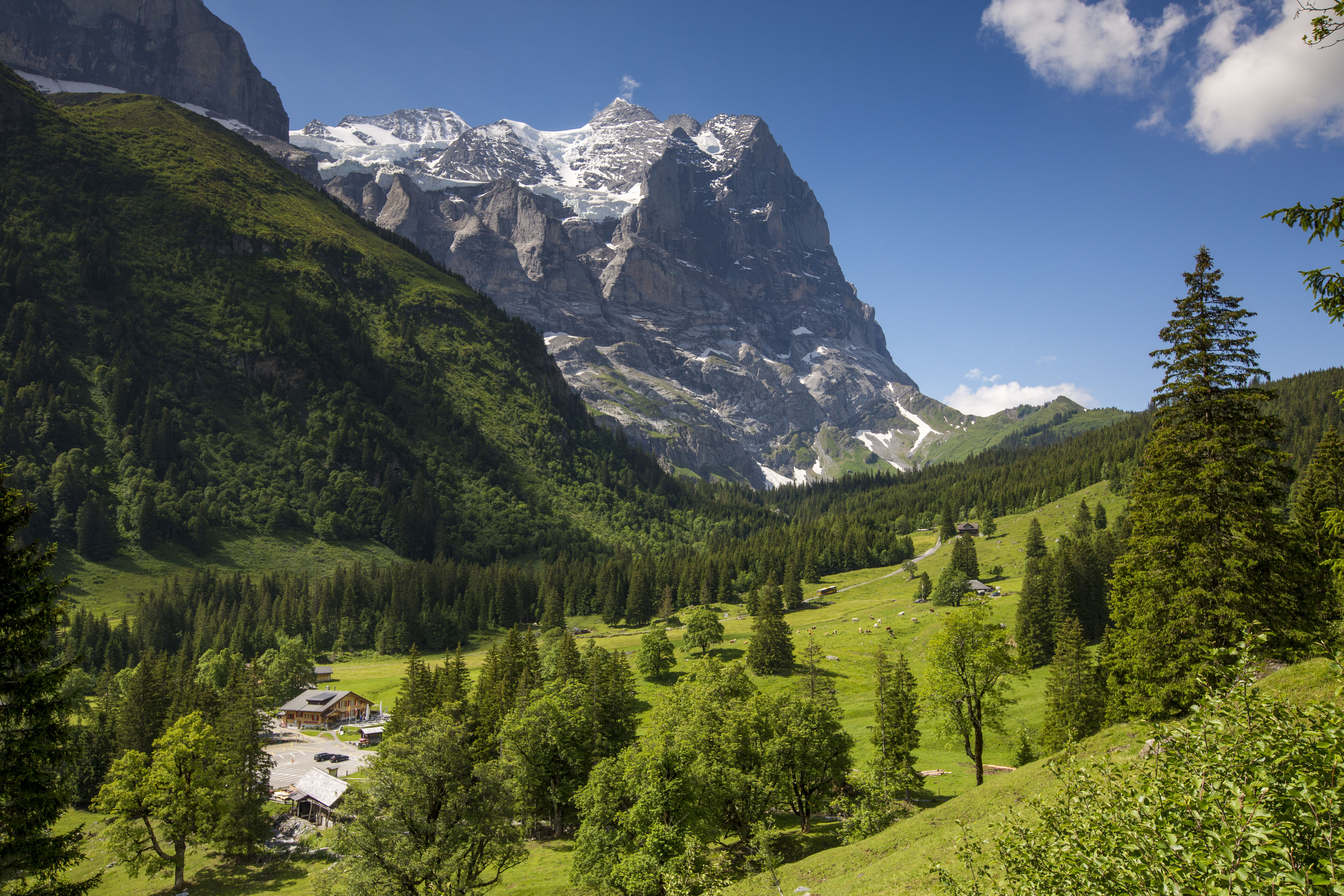
Schwarzwaldalp

Die Schwarzwaldalp ist ein kleiner Weiler mit einzelnen gestreuten Chalets im Haslital im Berner Oberland, im Schweizer Kanton Bern und gehört zur politischen Gemeinde Meiringen.

## Lage
Die Schwarzwaldalp hat Rosenlaui als Nachbarort, das zur Gemeinde Schattenhalb gehört. Der Ort liegt 14 km südwestlich von Meiringen entfernt am Reichenbach, welcher den berühmten Wasserfällen Reichenbachfall seinen Namen gegeben hat. Die Postleitzahl ist 3860, die auch für Meiringen gilt.
Die nächste mobile Poststelle liegt in dem benachbarten Rosenlaui, das sich auf dem Strassenschild als die kleinste Ortschaft der Schweiz bezeichnet.

## Geschichte
Der Ort war die erste bewohnte Siedlung auf der Passstrasse von Grindelwald über die Grosse Scheidegg ins Haslital; schon 1902 stand hier ein Kurhaus, welches 1943 niederbrannte.
Die einzigen heutigen Bauten sind ein Hotel, eine einfache Touristenherberge mit einem Restaurant und eine alte Sägerei, die während der Öffnungszeiten gratis besichtigt werden kann. Eine erste Sägerei dürfte schon ab 1800 betrieben worden sein, die Sägerei in der heutigen Grösse stammt aus dem Jahr 1896.

## Erreichbarkeit
Die Schwarzwaldalp ist von Meiringen aus mit dem öffentlichen Postauto (Bergpoststrasse) oder mit Privatwagen zu erreichen. Die weiterführende Strasse nach Grindelwald (15,5 km) ist für den motorisierten Individualverkehr nicht zugelassen, darf aber von Radfahrern befahren werden; es besteht eine Buslinie im Sommer.
Der Ort ist ein guter Ausgangspunkt für Wanderungen zum Rosenlauigletscher, zur Dossenhütte sowie zur Engelhornhütte und zur Grossen Scheidegg. Kurz vor dem Ort liegt am Reichenbach ein öffentlicher Grillplatz.
Im Winter wird eine Schlittelroute von der Grossen Scheidegg nach der Schwarzwaldalp betrieben.
Koordinaten: 46° 41′ N, 8° 8′ O; CH1903: 653202 / 169602